# Relaciones Groenlandia-Unión Europea
Las relaciones Groenlandia-Unión Europea son las relaciones bilaterales entre el Gobierno del Reino de Dinamarca y la Comisión de la Unión Europea, en la que se abordan asuntos de interés para la región danesa de Groenlandia. Groenlandia es considerada una nación autónoma dentro del Reino de Dinamarca (en sí un Estado miembro de la UE), que sin embargo no forma parte de la UE ni como región ultraperiférica ni como territorio especial.

## Historia
Groenlandia originalmente se unió a la Comunidad Europea (antecesora de la Unión Europea) como parte de Dinamarca en 1973, sin embargo se retiró en 1985 tras una disputa sobre los derechos de pesca y un referéndum que sí dio referente al problema. No obstante, ya que es uno de los países y territorios de ultramar, la Unión Europea aún tiene cierta influencia sobre la isla, especialmente en asuntos de comercio de bienes daneses importados y/o exportados desde Groenlandia.
Ha habido especulaciones en cuanto a si Groenlandia debería reincorporarse a la Unión Europea. El 4 de enero de 2007, el diario danés Jyllands-Posten citó al exministro danés para Groenlandia, Tom Høyem, al afirmar «No me sorprendería si Groenlandia volviese a ser miembro de la UE... La UE necesita una ventana al Ártico y Groenlandia no puede administrar las inmensas posibilidades del Ártico por sí misma».

## Relaciones comerciales
Actualmente es la Unión Europea el principal socio comercial de Groenlandia. En 2010, las exportaciones de Groenlandia a la Unión Europea sumaron unos 331 millones de euros (el 92,7 % de las exportaciones totales de Groenlandia), y sus importaciones de la Unión Europea se valoraron en 614 millones de euros (suponiendo el 68,95 % de las importaciones totales de Groenlandia). Las importaciones desde la Unión Europea incluían combustibles fósiles, lubricantes, maquinaria y equipos de transporte (todo junto 47 %). 
En 2009 la Unión Europea implementó una prohibición de las importaciones de piel de foca sobre la base de crueldad animal, pero hizo excepciones para las comunidades inuit en Groenlandia y Canadá, para proteger su estilo de vida. La prohibición solo permite la caza a una escala limitada para controlar la población de estos animales y la circulación local de los productos elaborados (que no pueden, por tanto, entrar en la Unión Europea). Esta prohibición enfadó a estas comunidades que dependían de las ventas a gran escala de productos derivados de la caza de la foca.